# Ferdi Kadıoğlu
Ferdi Erenay Kadıoğlu (* 7. Oktober 1999 in Arnhem, Niederlande) ist ein türkisch-niederländischer Fußballspieler. Er steht seit August 2024 bei Brighton & Hove Albion unter Vertrag und ist türkischer Nationalspieler.

## Hintergrund
Ferdi Kadıoğlus Mutter wurde in Kanada geboren und kam im Alter von einem Jahr in die Niederlande. Der Vater, der aus der Schwarzmeerprovinz Trabzon in der Türkei stammt, kam im Alter von sieben Jahren mit seiner Familie in die Niederlande. Ferdi, der eine ältere Schwester hat, wurde in Arnhem geboren und zog während seiner Kindheit nach Nijmegen. Er besitzt die türkische und niederländische Staatsangehörigkeit und erlernte erst ab seinem Engagement im Jahre 2018 in der türkischen Süper Lig die türkische Sprache; er spricht neben Niederländisch auch Englisch.

## Karriere

### Vereine

#### Anfänge in den Niederlanden
Ferdi Kadıoğlu begann mit dem Fußballspielen im Alter von vier Jahren in Arnhem bei AZ 2000. Obwohl man in den Niederlanden erst mit fünf Jahren einem Verein beitreten darf, wurde er trotz seines Alters aufgenommen, da sein Vater angab, dass sein Sohn fünf Jahre wäre. Er wechselte über ESA Rijkerswoerd als E-Jugendlicher in die Nachwuchsakademie von NEC Nijmegen. Im Juli 2016 erhielt Kadıoğlu von den Nimwegenern seinen ersten Profivertrag.
Nach einem Einsatz für die Reservemannschaft des NEC gab er am 28. August 2016 im Ligaspiel der Eredivisie-Spielzeit 2016/17 gegen Alkmaar Zaanstreek als Einwechselspieler sein Profidebüt, womit er mit 16 Jahren und 326 Tagen zum jüngsten Eredivisie-Ligadebütanten der Vereinsgeschichte wurde. Im Oktober 2016 erzielte Kadıoğlu als Joker sein erstes Tor als Profi im Ligaspiel gegen den FC Utrecht zum 1:1-Endstand; er wurde somit im Alter von 17 Jahren und 23 Tagen zum jüngsten Profitorschützen der Nimwegener. In dieser Saison kam Kadıoğlu regelmäßig zum Einsatz und stieg zum Saisonende mit der Mannschaft in die zweite Liga ab. Auch in der zweiten Liga kam er regelmäßig zum Einsatz und verpasste mit seinem Verein in der Aufstiegsrelegation 2018 den direkten Wiederaufstieg. Kadıoğlu bestritt in zwei Spielzeiten für die Profimannschaft von NEC Nijmegen 70 Pflichtspiele, erzielte zwölf Tore und bereitete 16 Tore vor.

#### Fenerbahçe Istanbul
Zur Saison 2018/19 wechselte Kadıoğlu mit 18 Jahren in die Türkei zu Fenerbahçe Istanbul für eine Ablösesumme in Höhe von 1,4 Millionen Euro und unterschrieb dort einen Vierjahresvertrag. In seiner ersten Saison für den Fenerbahçe kam er anfänglich ausschließlich in der U21-Mannschaft zu Pflichtspieleinsätzen. Später im Dezember 2018 folgte ein sporadischer Einsatz für die erste Profimannschaft im türkischen Pokalwettbewerb. In der Folgesaison eröffnete Kadıoğlu seine Saison am ersten Ligaspieltag mit seinem Süper-Lig-Spiel- und -Tordebüt, indem er als Jokerspieler den 5:0-Endstand erzielte. Daraufhin kam er als Jokerspieler häufiger zu Einsätzen und gegen Saisonende 2019/20 kam Kadıoğlu unter dem Interimstrainer Tahir Karapınar öfter als Startelfspieler zum Einsatz.
Unter dem Cheftrainer Erol Bulut und Interimstrainer Emre Belözoğlu kam er in der Saison 2020/21 mehrheitlich als Einwechselspieler zu Einsätzen und fiel verletzungsbedingt mehrere Wochen aus. In der Süper Lig 2021/22 entwickelte sich Kadıoğlu mit 22 Jahren zu einem häufigen Startelfspieler, wobei er aufgrund Zerrungen mehrere Ligaspieltage verpasste und als etatmäßiger Mittelfeldspieler in der zweiten Saisonhälfte aus kadertechnischen Gründen als Außenverteidiger aushelfen musste. Für seine Leistungen erhielt er während der Saison im März 2022 von den Fenerbahçe-Verantwortlichen eine vorzeitige Vertragsverlängerung für weitere vier Saisons und zum Saisonende 2021/22 absolvierte Kadıoğlu sein 100. Fenerbahçe-Pflichtspiel.

#### Brighton & Hove Albion
Seit 2024 steht Kadıoğlu bei Brighton & Hove Albion unter Vertrag. Er läuft bis 2028.

### Nationalmannschaften

#### U-Nationalmannschaften
Kadıoğlu absolvierte zwei Spiele für die niederländische U16-Nationalmannschaft und nahm mit der U17 an der U17-Europameisterschaft 2016 in Aserbaidschan teil. Bei der Europameisterschaftsendrunde kam Kadıoğlu zu fünf Einsätzen und erreichte mit der U17-Nationalelf das Halbfinale, in dem man gegen den späteren U17-Europameister Portugal verlor. Für diese Altersklasse machte er 13 Spiele. Daraufhin absolvierte er zu drei Partien für die niederländische U18-Auswahl und nahm mit der U19 an der U19-Europameisterschaft 2017 in Georgien teil. Kadıoğlu spielte bei diesem Turnier in vier Spielen und schied mit der U19-Auswahl im Halbfinale gegen Portugal aus. Für diese Altersklasse kam er zu 16 Einsätzen (sechs Tore).
Am 25. Mai 2018 gab Kadıoğlu beim 4:1-Testspielsieg in Santa Cruz de la Sierra gegen Bolivien sein Debüt für die niederländische U21-Nationalmannschaft. Mit der U21 nahm er an der U21-Europameisterschaft 2021 teil. Dort absolvierte Kadıoğlu 4 Spiele, stand 3-mal in der Startelf und schied mit seiner Mannschaft im Halbfinale gegen den späteren Europameister Deutschland aus. Insgesamt lief er 18-mal für die U21 auf und erzielte ein Tor.

#### A-Nationalmannschaft
Nach seiner niederländischen U-Nationalmannschaftskarriere entschied sich Kadıoğlu im Dezember 2021 für einen Wechsel zur Nationalmannschaft der Türkischen Fußball Föderation (TFF). Der Wechsel war aufgrund seiner türkischen Herkunft väterlicherseits berechtigt und der FIFA gab ihm im Januar 2022 die Spielfreigabe. Nach seinen Stammspieler-Leistungen in der Saison 2021/22 wurde Kadıoğlu im Anschluss im Mai 2022 erstmals in den Kader der türkischen A-Nationalmannschaft berufen und zwar für die A-Länderspiele der UEFA Nations League 2022/23. Er gab daraufhin im folgenden Länderspiel im Juni 2022 sein A-Nationalmannschaftsdebüt und das direkt in der Startelf. Am 18. November 2023 schoss Kadıoğlu beim 3:2-Sieg im Freundschaftsspiel im Berliner Olympiastadion gegen Deutschland mit dem Treffer zum 1:1-Ausgleich sein erstes Tor für die A-Nationalmannschaft.

## Erfolge
- Türkischer Pokal-Sieger 2023